# 1747 Wright
1747 Wright è un asteroide areosecante del diametro medio di circa 6,35 km. Scoperto nel 1947, presenta un'orbita caratterizzata da un semiasse maggiore pari a 1,7092056 UA e da un'eccentricità di 0,1102901, inclinata di 21,41553° rispetto all'eclittica.
L'asteroide è dedicato all'astrofisico statunitense William H. Wright.